# Agasthapura, Tirumakudal Narsipur
Agasthapura là một làng thuộc tehsil Tirumakudal Narsipur, huyện Mysore, bang Karnataka, Ấn Độ.